# Galgula partita
Galgula partita är en fjärilsart som beskrevs av Achille Guenée 1852. Galgula partita ingår i släktet Galgula och familjen nattflyn. Inga underarter finns listade i Catalogue of Life.

## Bildgalleri

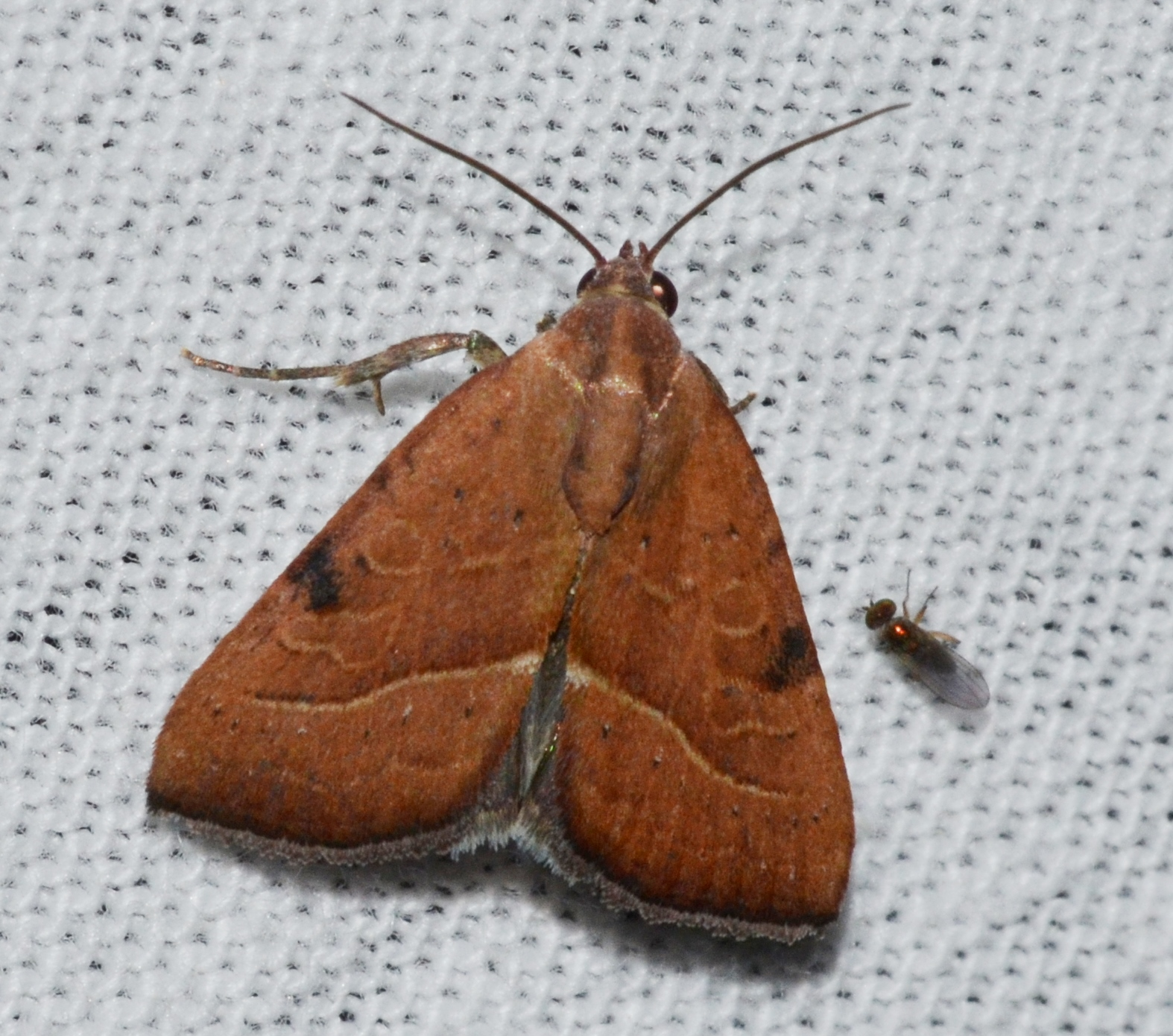
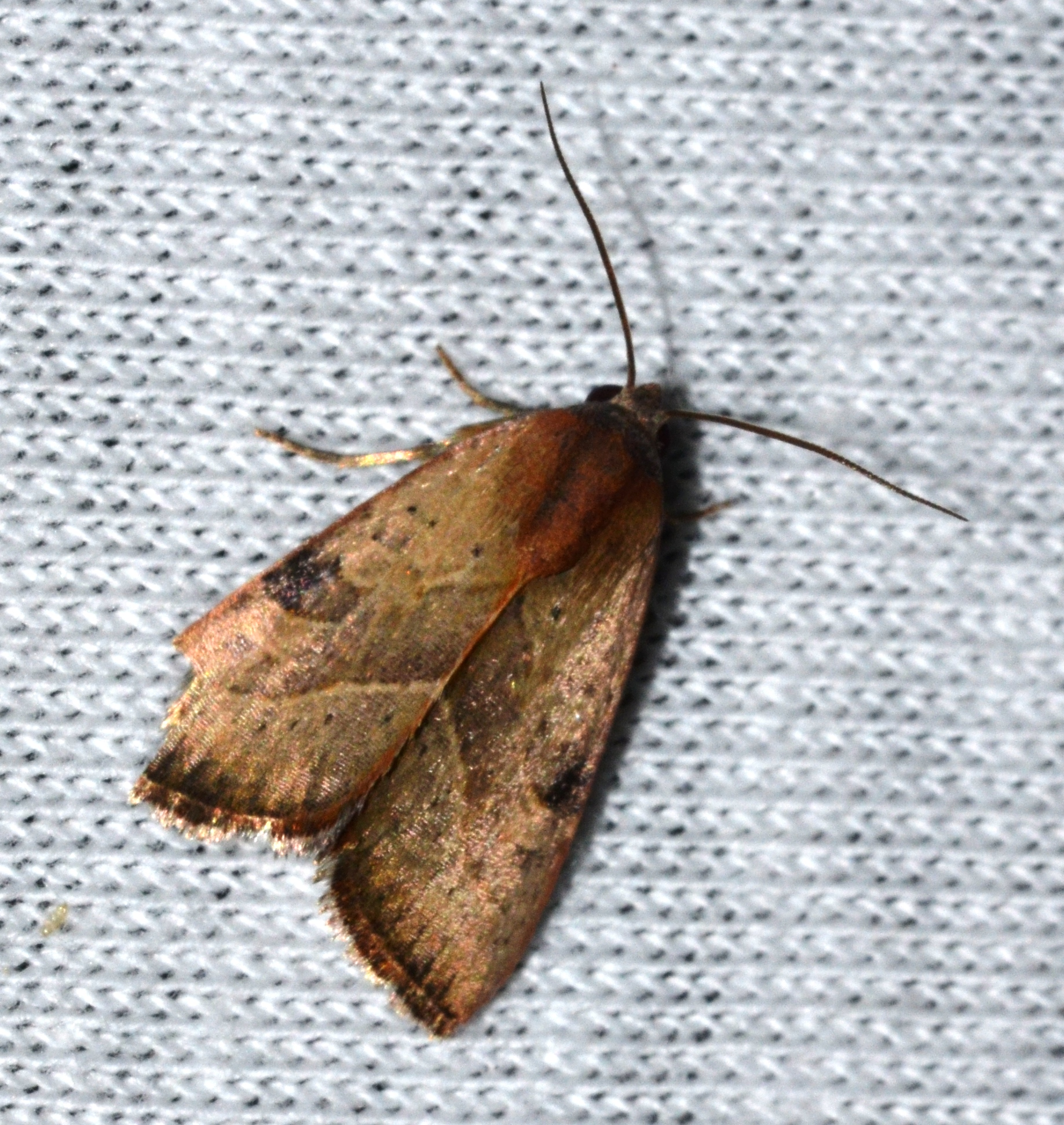